# Lázaro Cárdenas, José María Morelos
Lázaro Cárdenas är en ort i Mexiko.   Den ligger i kommunen José María Morelos och delstaten Quintana Roo, i den östra delen av landet, 1 100 km öster om huvudstaden Mexico City. Lázaro Cárdenas ligger 39 meter över havet och antalet invånare är 152.
Terrängen runt Lázaro Cárdenas är huvudsakligen platt. Lázaro Cárdenas ligger nere i en dal. Runt Lázaro Cárdenas är det mycket glesbefolkat, med 5 invånare per kvadratkilometer. Närmaste större samhälle är Chunhuhub, 12,1 km öster om Lázaro Cárdenas. I omgivningarna runt Lázaro Cárdenas växer i huvudsak städsegrön lövskog.